# Буа (озеро)

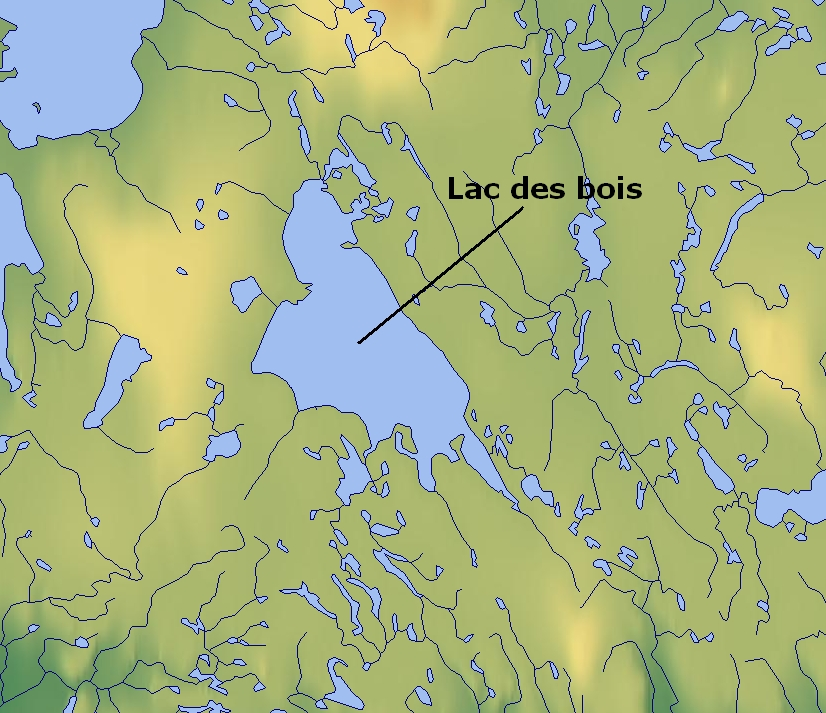
Карта озера Буа

Буа (фр. Lac des bois) — озеро в Северо-Западных территориях в Канаде. Расположено севернее залива Смит-Арм Большого Медвежьего озера и на юго-востоке группы из пяти крупных озёр (Колвилл, Бело, Обри, Буа, Монуар). Одно из больших озёр Канады — общая площадь составляет 469 км², девятнадцатое по величине озеро Северо-Западных территорий. Высота над уровнем моря 297 метров. Сток в реку Андерсон и далее в залив Ливерпул моря Бофорта Северного Ледовитого океана.